# Lignes d'Ettlingen
Les lignes d'Ettlingen parfois appelées positions d'Ettlingen sont des anciennes lignes de fortifications située dans le Bade-Wurtemberg, au pied de la Forêt-Noire, en Allemagne.

## Situation
Ces lignes de défenses s'appuyaient sur leur droite à l'escarpement qui côtoie le Rhin entre les villages de Forcheim et d'Achslanden, et à un ancien lit du Rhin qui se trouve dans cette partie; traversait la forêt située entre les routes de Mühlburg (de) et d'Ettlingen, et venait couronner par Ettlingenweier (de) les hauteurs en deçà du village de Spessart où s'appuyait leur gauche.
Cette gauche se continuait par les crêtes montagneuses entre la Murg et l'Alb (de), et par celles entre l'Alb (de) et l'Enz, pour venir se terminer près de Neuenbürg.

## Historique
Cette ligne fortifiée, dont la défense était très compliquée en raison de son immense étendue, et par les nombreux points d'attaque qu'elles présentaient, pouvait être contournée sur la gauche en marchant sur Bad Herrenalb et de là par Langensteinbach (de) et Reichenbach-Waldbronn sur les hauteurs en arrière d'Ettlingen.
Ces lignes furent l'enjeu de nombreux combats comme :
- en 1712 durant la guerre de Succession d'Espagne
- en 1734 durant la guerre de Succession de Pologne en prélude au siège de Philippsbourg
- en 1796 durant les guerres de la première coalition en prélude de la bataille de Rastatt